# Пурдастан, Ахмад-Реза
Ахмад-Реза Пурдастан (англ.  Ahmad-Reza Pourdastan) — иранский военачальник, бригадный генерал.
С августа 2008 года — командующий Сухопутными войсками Иранской армии, сменивший на этом посту по указу аятоллы Али Хаменеи бригадного генерала Мохаммада Хоссейна Дадраса.
В августе 2016 года отдельными указом Верховного лидера Исламской революции аятолла Хаменеи назначен на должность заместителя главнокомандующего армией Исламской Республики Иран.